# Carlos Dutra
Carlos Roger Dutra Machado fue un militar uruguayo. Durante la dictadura cívico-militar (1973-1985) fue preso político.

## Biografía
Hijo de Roger Dutra Frade, Juez de Paz en la 6.ª Sección Judicial de Maldonado (José Ignacio).

## Carrera militar
Ejerció hasta febrero de 1973, momento en que fue arrestado en el cuartel de Rivera, por no estar de acuerdo con la posición de las Fuerzas Armadas.

## Detención
El 9 de febrero de 1973, el coronel Calixto de Armas convoca a todos los oficiales, para consultar su posición sobre el movimiento militar que se venía realizando. Carlos Dutra fue el único de los presentes en oponerse con la posición de las Fuerzas Armadas, entregó su arma y fue arrestado, siendo así, el único oficial detenido por esa causa. Fue uno de los militares que, como Líber Seregni, Víctor Licandro, Carlos Zufriategui, Edison Arrarte, Pedro Montañez, Luis Lazo, Juan Carlos Rodríguez, Carlos Cabán, Brum Uruguay Canet, Irmo Timoteo Bidegaray, Guillermo Castelgrande, Juan A. Rodríguez, Carmelo López, Pedro Aguerre, Saverio A. Casella, Jaime Igorra, Ariel Gerona, Julio C. Giorgi, Walter Maceiras, Oscar Demetrio Petrides y Hugo Frigerio Herrán, fueron condenados a prisión durante la dictadura por sus vinculaciones políticas o por oponerse al golpe de Estado y el régimen. Estuvo preso en la Cárcel Central de Montevideo a partir de 1976.